# 코메르치니방카
코메르치니방카 (체코어: Komerční banka, 체코KB은행)은 체코의 상업은행이다. 프랑스 소시에테제네랄그룹 (Societe Generale International Financial Group)에 속해있으며 체코 KB Group의 모회사이다. 개인,기관,기업고객에게 금융상품 (예금, 대출, 지급보증, 무역금융, 투자, 환전등) 을 제공하고있으며 KB Group과 자회사를 통해 특수금융상품 (팩토링, 리스, 소매금융, 보험)을 제공하고있다. 2018년 기준 체코 내 365개 지점과 776개 ATM을 통해 167만 고객에게 금융서비스를 제공하고있으며, 슬로바키아에서 기업금융 서비스를 제공하고있다.

## 역사
1990년 - 체코슬로바키아 중앙은행에서 상업은행 업무를 분리하여 Komercni Banka 설립.
2001년 - 소시에테제네랄은행에서 은행지분 60% 인수. 소시에테제네랄그룹내 편입.

## 참조
1. ↑  “Facts and Results - Komercni Banka”.